# Knut Hanner
Knut Albert Hanner, född 23 november 1888 i Ytterjärna socken, död 15 juni 1973 i Stockholm, var en svensk läkare.
Knut Hanner var son till grosshandlaren Carl Hanner. Han avlade studentexamen i Vänersborg 1908, medicine kandidat vid Uppsala universitet och medicine licentiat vid Karolinska Institutet 1919. Efter diverse förordnanden, bland annat som provinsialläkare i Lycksele 1919–1920 och som underläkare vid lasaretten i Umeå 1920–1923, i Nyköping 1923–1925 och i Karlskrona 1925, kallades han till Abessinien, där han blev läkare vid Ras Tafaris, senare Haile Selassies sjukhus i Addis Abeba 1926 och svensk konsul 1929. Han var Haile Selassies livläkare från 1926 och vice president i Etiopiens röda kors från dess bildande 1935. 1936 återvände han till Sverige och öppnade praktik i Stockholm.